# Gervais et Protais
Pour les articles homonymes, voir Saint-Gervais et Saint Protais.
Gervais et Protais sont deux saints martyrs du début de l'ère chrétienne, toujours associés. Leur existence réelle est peu documentée et leur histoire relève essentiellement de l’hagiographie, principalement de la Légende dorée de Jacques de Voragine. 
Ils sont célébrés le 19 juin par l'Église catholique, et le 14 octobre avec les saints Nazaire et Celse par l'Église orthodoxe. 

## Hagiographie

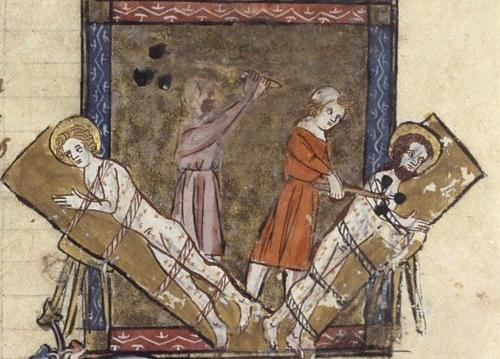
Le martyre des saints Gervais et Protais, illustration de Vies de saints, Fol. 233v., Richard de Montbaston et collaborateurs, Paris, XIV.

Gervais et Protais étaient jumeaux, réputés fils de saint Vital de Ravenne et de sainte Valérie, et vivaient au Ier siècle sous le règne de l'empereur Néron. Ce sont des saints martyrs reconnus et fêtés comme tels par l'Église.  
Les deux frères, après avoir donné tous leurs biens aux pauvres, rejoignirent le martyr saint Nazaire qui vivait dans un oratoire à Embrun en compagnie du jeune Celse.
Ils sont conduits à l'empereur Néron. Celse les suivait en se lamentant. Les soldats le souffletèrent, saint Nazaire leur en fit le reproche et fut à son tour frappé et précipité dans la mer d'où il sortit miraculeusement.
Les soldats de Néron emmenèrent Gervais et Protais à Milan. Dans cette ville, survint le général Astase, qui partait faire la guerre aux Marcomans. Pour obtenir la bénédiction des dieux païens afin d'assurer la victoire, il s'empara de Gervais et de Protais afin qu'ils sacrifiassent aux idoles. Les deux frères refusèrent et Gervais ajouta que les idoles étaient sourdes, et que seul Dieu pouvait lui faire remporter la victoire. Il fut alors fouetté jusqu'à ce qu'il mourût.

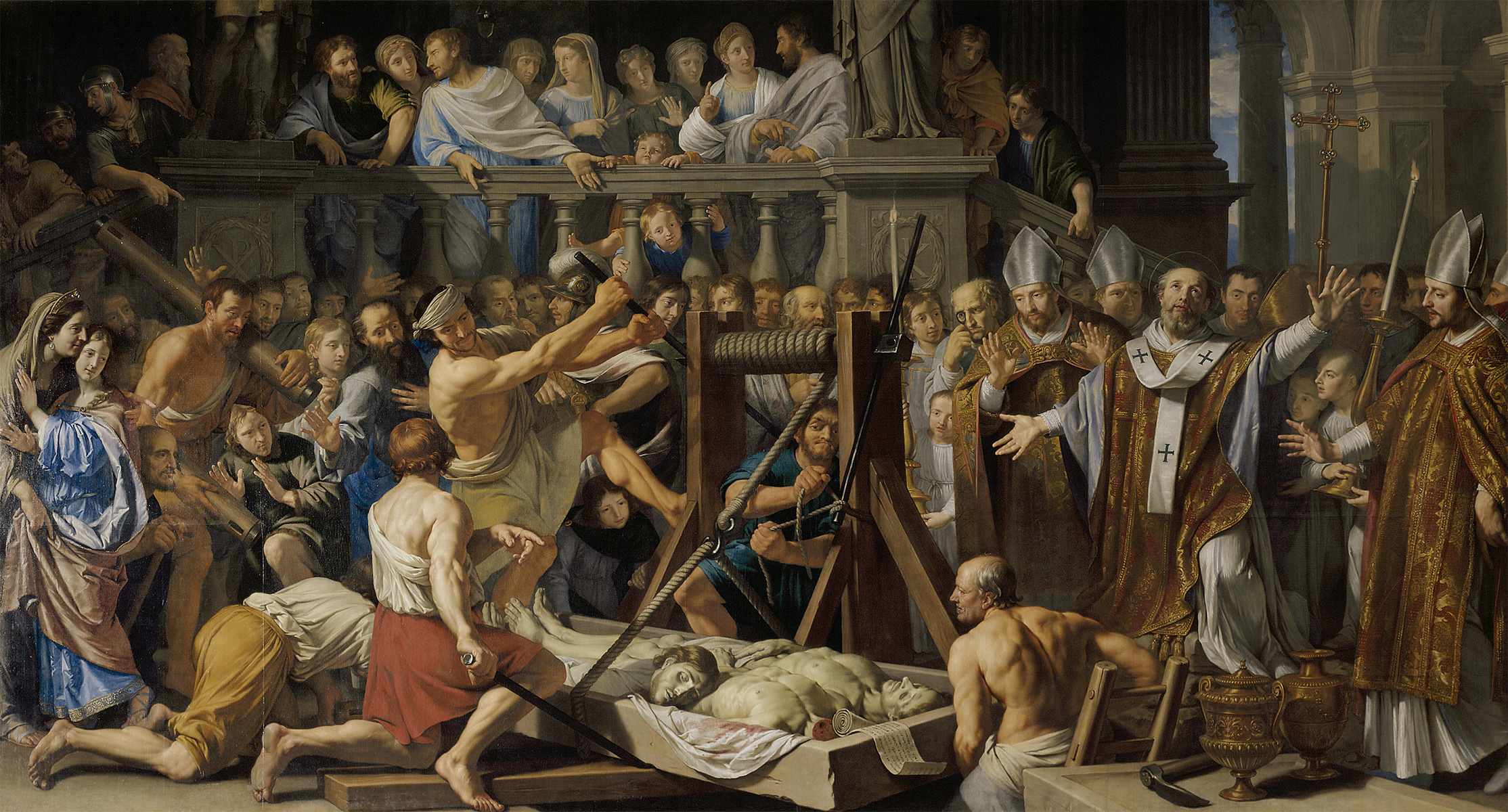
L'Invention des reliques de saint Gervais et Protais, (1657-1660), par Philippe de Champaigne, œuvre destinée à l'église Saint-Gervais-Saint-Protais de Paris, musée des Beaux-Arts de Lyon.

Ensuite Astase fit venir Protais en lui disant : « Misérable, songe à vivre et ne cours pas, comme ton frère, à une mort violente », mais Protais refusa à son tour de sacrifier aux idoles, tenant tête au général. Celui-ci le fit alors suspendre au chevalet. Protais lui répondit : « Je ne  m’irrite pas contre toi, général, je sais que les yeux de ton cœur sont aveuglés ; bien au contraire, j'ai pitié de toi, car tu ne sais ce que tu fais ». Alors Astase ordonna de le décapiter.
Un chrétien du nom de Philippe s'empara de leurs deux corps et les fit ensevelir sous une voûte de sa maison. Ensuite, il plaça dans leur cercueil un écrit contenant le récit de leur vie et de leur martyre. Ceci se passait en 64 apr. J.-C. durant la persécution de Néron.

## Les visions desaint Ambroise

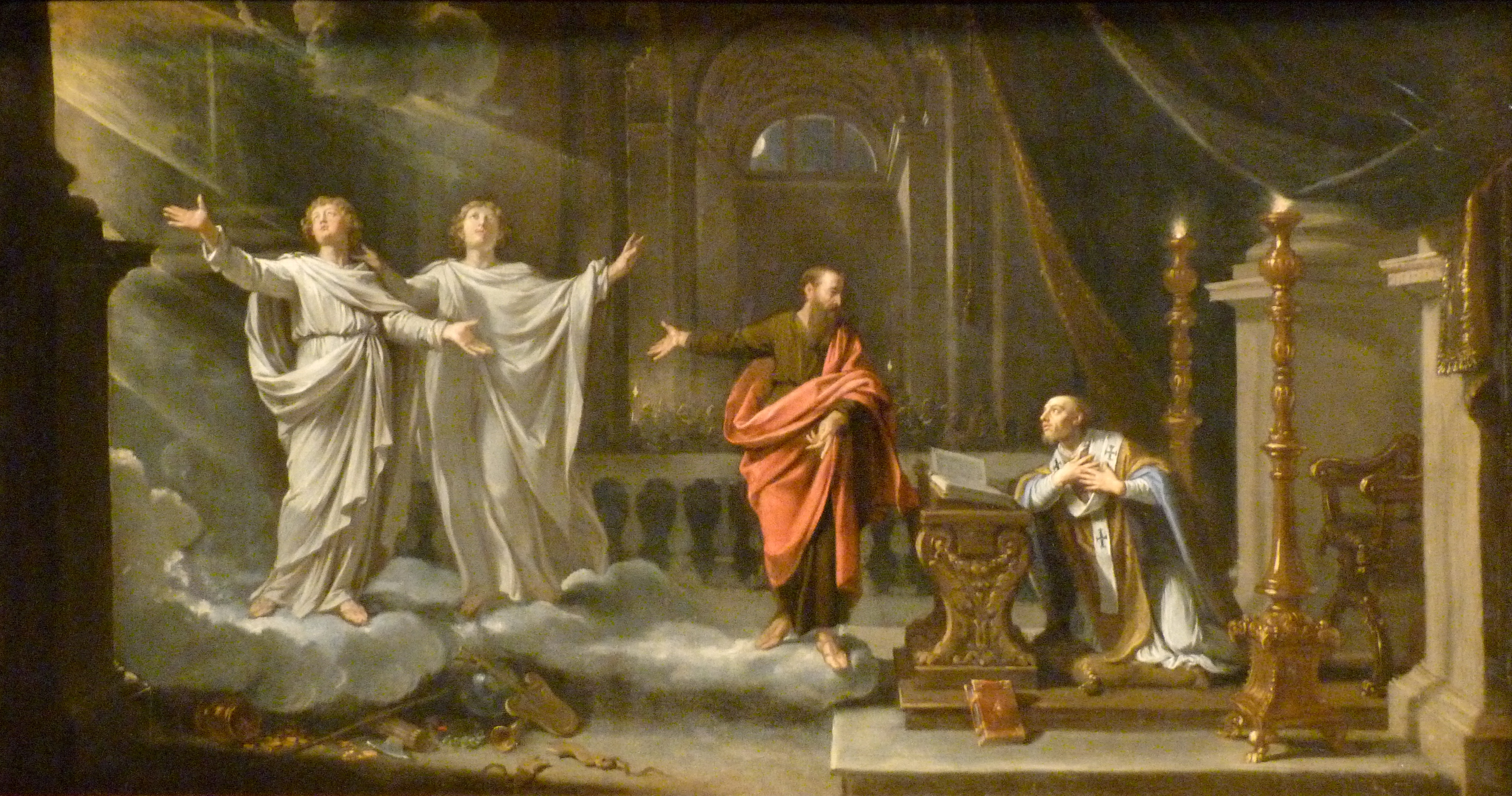
La Vision de saint Ambroise (1657), par Philippe de Champaigne, modello pour une tapisserie.

Pendant longtemps, les corps des deux martyrs restèrent cachés. Mais un jour, saint Ambroise, qui était en prière dans l'église, eut la vision de deux jeunes gens d'une grande beauté, vêtus d'une tunique blanche, qui priaient avec lui, les mains étendues. Saint Ambroise demanda à Dieu que si c'était une illusion, elle ne se reproduise plus, mais que si c'était la réalité, il veuille bien lui offrir cette vision à nouveau.
Peu de temps après, à l'aube, saint Ambroise revit les deux jeunes gens, en compagnie cette fois de saint Paul. C'est l'apôtre qui s'adressa à Ambroise pour lui dire : « Voici ceux qui, suivant mes avis, n'ont désiré rien des choses terrestres ; tu trouveras leurs corps dans le lieu où tu es en ce moment ; à douze pieds de profondeur, tu rencontreras une voûte recouverte de terre, et auprès de leur tête un petit volume contenant le récit de leur naissance et de leur mort. ».
Ambroise convoqua ses frères, et les évêques voisins. Ils creusèrent à l'endroit indiqué, et découvrirent les corps des saints martyrs intacts, d'où il émanait une odeur suave.
En 386, Ambroise, alors évêque de Milan, fit donc exhumer et transférer les corps miraculeusement conservés dans la basilique de la ville, aujourd'hui Basilique Saint-Ambroise.
Dans la préface de l'office dédié à ces saints, saint Ambroise écrivait :  « Voici ceux qui, envolés sous le drapeau du ciel, ont pris les armes victorieuses dont parle l’apôtre : dégagés des liens qui les attachaient au monde, ils vainquirent l’infernal ennemi avec ses vices, pour suivre libres et tranquilles le Seigneur Jésus-Christ. Oh ! les heureux frères, qui en s'attachant à la pratique des paroles sacrées, ne purent être souillés par aucune contagion ! Oh ! le glorieux motif pour lequel ils combattirent, ceux que le même sein maternel a mis au monde, reçoivent tous les deux une couronne semblable. ».

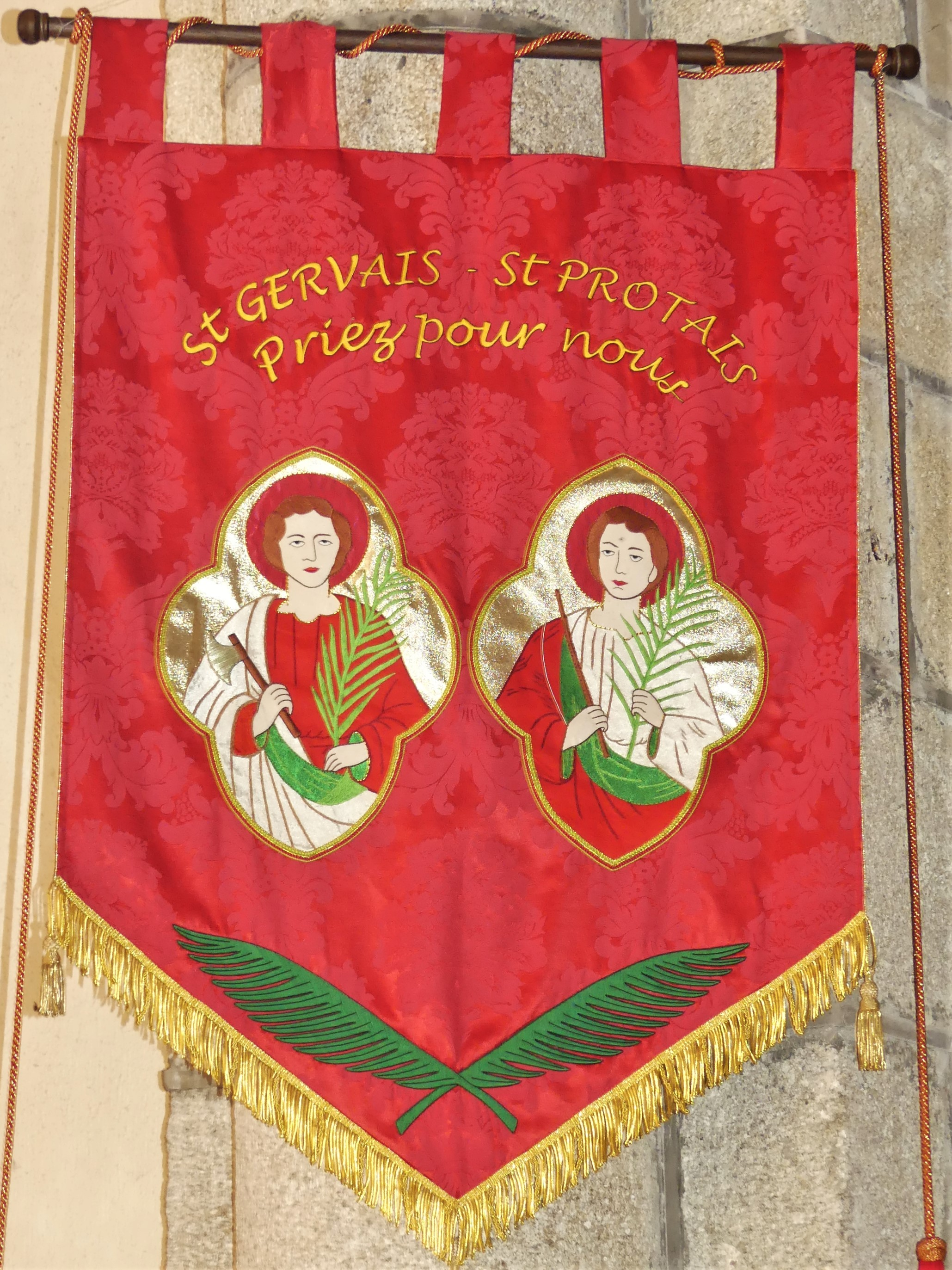
Bannière, église de Jarnages, Creuse.

## Les miracles
- Saint Augustin raconte, dans son livre La Cité de Dieu, qu'un aveugle recouvra à Milan l’usage de la vue auprès des corps des saints martyrs Gervais et Protais, et cela en sa présence, devant l’empereur et une grande foule de peuple.

- Augustin raconte encore, dans le même ouvrage, qu'un jeune homme qui s'occupait de son cheval près d'une rivière, fut tourmenté par le diable, qui le jeta dans l'eau, comme mort. Toutefois, attiré par les voix qui chantaient dans l'église l'office des saints Gervais et Protais, il réussit à s'y rendre, mais arrivé devant l'autel, il ne put s'en écarter. Il dut subir un exorcisme et le démon le quitta non sans lui avoir arraché un œil. Peu de jour après, l'œil guérit, par l'intercession de saint Gervais et de saint Protais.

## Églises dédiées

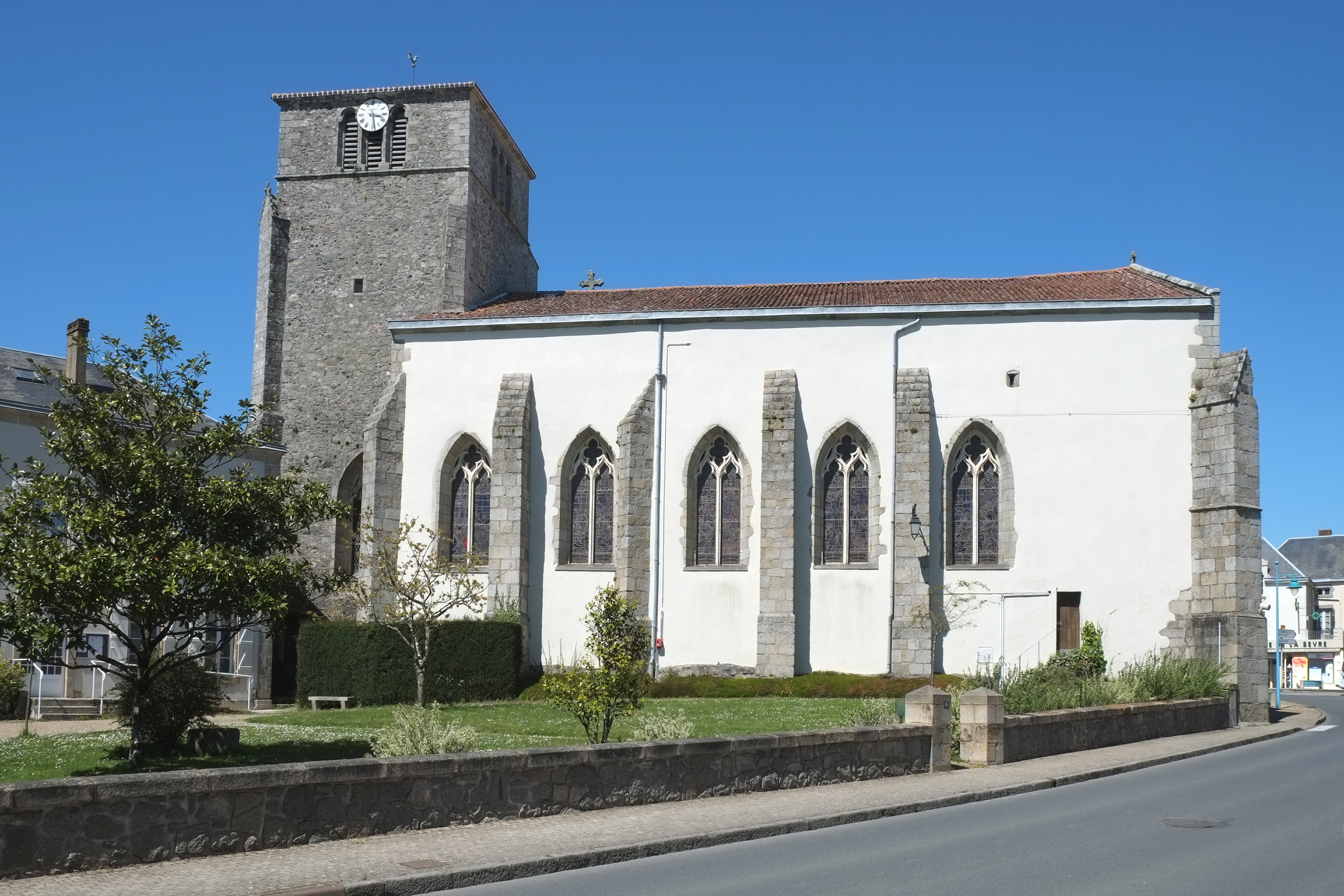
L'église Saint-Gervais et Saint-Protais de Moncoutant.

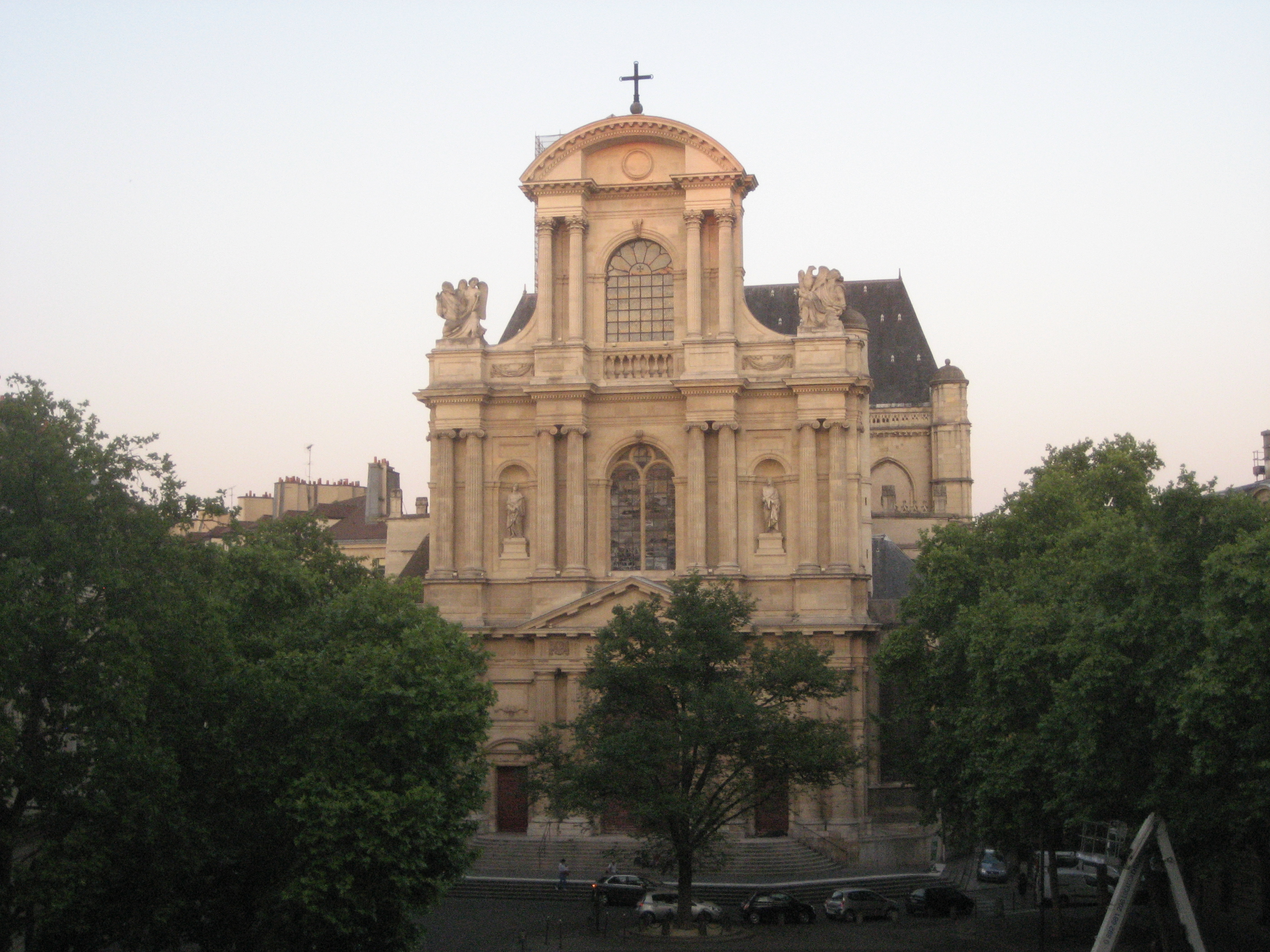
Église Saint-Gervais-Saint-Protais de Paris.

- L'église Saint-Gervais-et-Saint-Protais de Voiteur (Jura)
- L'église Saint-Gervais-et-Saint-Protais de Bessancourt (Val-d'Oise)
- L'Église Saint-Gervais-et-Saint-Protais (dite église haute) de Bonnieux (Vaucluse)

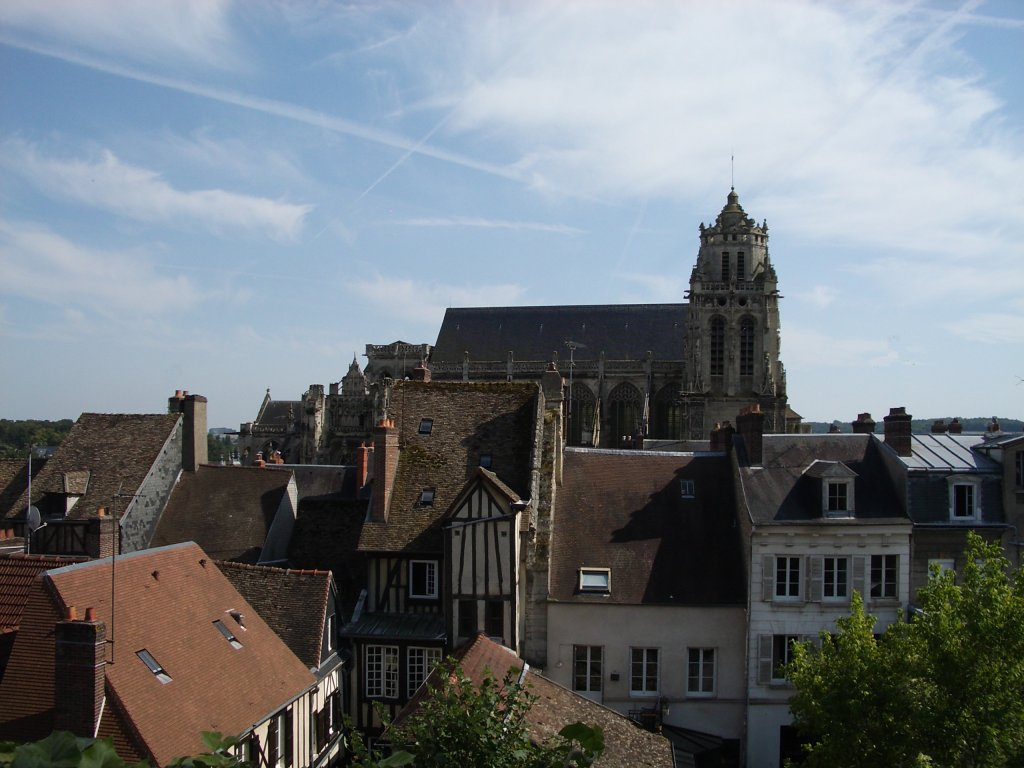
Église Saint-Gervais-Saint-Protais de Gisors.

- L'église Saint-Gervais-Saint-Protais de Bevons (Alpes-de-Haute-Provence]
- L'église Saint-Gervais-et-Saint-Prothais de Bresles (Oise)
- L'église Saint-Gervais-et-Saint-Protais de Brion (Maine-et-Loire)
- La chapelle Saint-Gervais de Briouze (Orne)
- L'église Saint-Gervais-et-Protais de Burbure (Pas-de-Calais)
- L'église Saint-Gervais-et-Protais de Caux (Hérault)
- L'église Saint-Gervais-et-Saint-Protais de Chouy (Aisne)
- L'église Saint-Gervais-et-Saint-Protais de Civaux (Vienne)

- L'église Saint-Gervais-Saint-Protais de Courcy (Calvados)
- L'église Saint-Gervais-Saint-Protais de Couture-sur-Loir (Loir-et-Cher)
- L'église Saint-Gervais-et-Saint-Protais de Cuiry-lès-Chaudardes (Aisne)
- L'église Saint-Gervais-et-Saint-Protais de Dixmont (Yonne)
- L'église Saint-Gervais-et-Saint-Protais d'Espagnac (Corrèze)
- L'église Saint-Gervais-Saint-Protais de Falaise (Calvados)
- L'église Saint-Gervais-Saint-Protais de Faleyras (Gironde)
- La collégiale Saint-Gervais-Saint-Protais de Gisors (Eure)
- L'église Saint-Gervais-et-Saint-Protais d'Hambers (Mayenne)
- L'église Saint-Gervais-Saint-Protais de Jonzac (Charente-Maritime)
- L'église Saint-Gervais-et-Saint-Protais de Jort (Calvados)
- L'église Saint-Gervais-et-Saint-Protais de Jublains (Mayenne)
- L'église Saint-Gervais-Saint-Protais de Langogne (Lozère)
- L'église Saint-Gervais-Saint-Protais de Langon (Gironde)
- La cathédrale Saint-Gervais-Saint-Protais de Lectoure (Gers)
- L'église Saint-Gervais-Saint-Protais de Marsac (Charente)
- L'église Saint-Gervais-et-Saint-Protais de Mende (Lozère)
- L'église Saint-Gervais-et-Saint-Protais de Mieussy (Haute-Savoie)

- L'église Saint-Gervais-et-Saint-Portais de Moncoutant (Deux-Sèvres)
- L'église Saint-Gervais-et-Saint-Protais du Montet (Allier)
- L'église Saint-Gervais-et-Saint-Protais d'Onzain (Loir-et-Cher)
- L'église Saint-Gervais-et-Saint-Protais d'Ozenay (Saône-et-Loire)
- L'église Saint-Gervais-Saint-Protais de Paris
- L'église Saint-Gervais-Saint-Protais de Pérignac (Charente)
- L'église Saint-Gervais-et-Saint-Protais de Persac (Vienne)
- L'église Saint-Gervais-Saint-Protais de Pierrefitte-sur-Seine (Seine-Saint-Denis)
- L'église Saint-Gervais-et-Saint-Protais de Pontèves (Var)
- L'église Saint-Gervais-et-Saint-Protais de Quelaines (Mayenne)
- L'église Saint-Gervais-et-Saint-Protais de Querrieu (Somme)
- L'église Saint-Gervais-Saint-Protais de Rhuis (Oise)
- L'église Saint-Gervais de Rouen (Seine-Maritime)
- L'église Saint-Gervais-et-Saint-Protais de Saconin (Aisne)
- L'église Saint-Gervais-et-Saint-Protais de Saint-Avé (Morbihan)
- L'église Saint-Gervais-et-Saint-Protais de Saint-Gervais (Val-d'Oise)
- L'église Saint-Gervais de Saint-Gervais-les-Bains (Haute-Savoie)
- L'église Saint-Gervais-et-Saint-Protais de Sassy (Calvados)
- La cathédrale Saint-Gervais-et-Saint-Protais de Soissons (Aisne)
- L'église Saint-Gervais-et-Saint-Protais de Vaudancourt (Oise)
- L'église Saint-Gervais-et-Saint-Protais de Vern d'Anjou (Maine-et-Loire)
- L'église Saint-Gervais-et-Saint-Protais à Ouagne (Nièvre)
- La basilique Saint-Gervais et Saint-Protais d'Avranches (Manche)
- Saint-Gervais-et-Saint-Protais de Bry-sur-Marne (Val-de-Marne)
- L'église Saint-Gervais Saint-Protais de Pierres (Eure-et-Loir)
- L'église Saint-Gervais-et-Saint-Protais de Trainel (Aube)
- L'église d'Azieu Saint-Gervais-et-Saint-Protais à Genas-Azieu (Rhône)
- L'église Saint-Gervais-et-Saint-Protais à Saint-Gervais d'Auvergne (Puy-de-Dôme)
- L'église Saint-Gervais-et-Saint-Protais au Grand-Pressigny (Indre-et-Loire)
- L'église Saint-Gervais-et-Saint-Protais à Savonnières (Indre-et-Loire)
- L'église abbatiale Saint-Gervais-et-Saint-Protais, d'Auxerre
- L'église Saint Gervais - Biganos (Nouvelle-Aquitaine)
- En outre, l'église de Saint-Gervais en Vendée renferme, d'une part, sur son maître-autel deux reliquaires sur leur piédestal au nom des deux saints, d'autre part, sur le grand vitrail de droite une représentation de la découverte des corps des martyrs par Saint Ambroise [4].

Statues de saint Gervais et saint Protais de l'église Saint-Gervais-Saint-Protais de Paris 

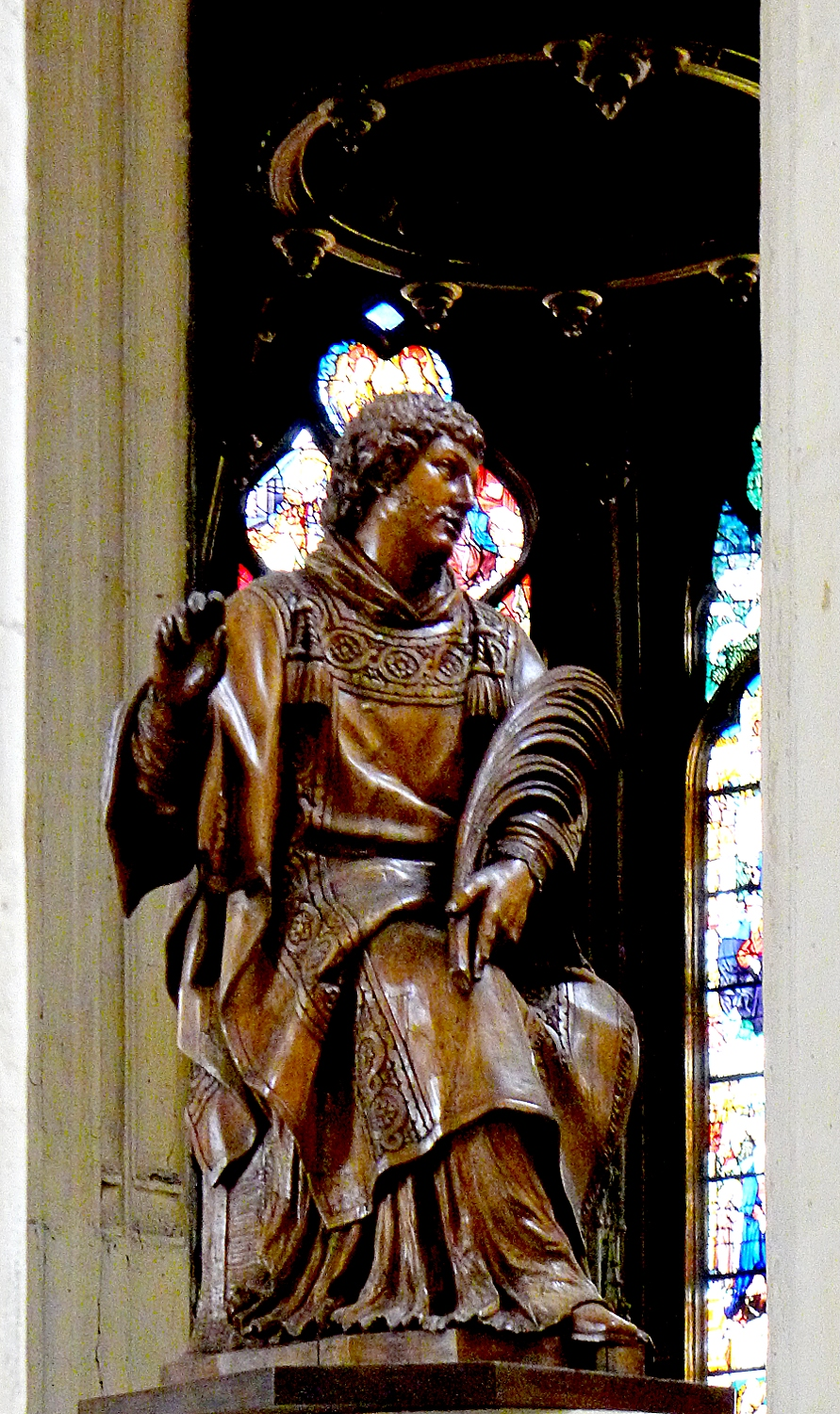
Saint Protais, bois (1625).
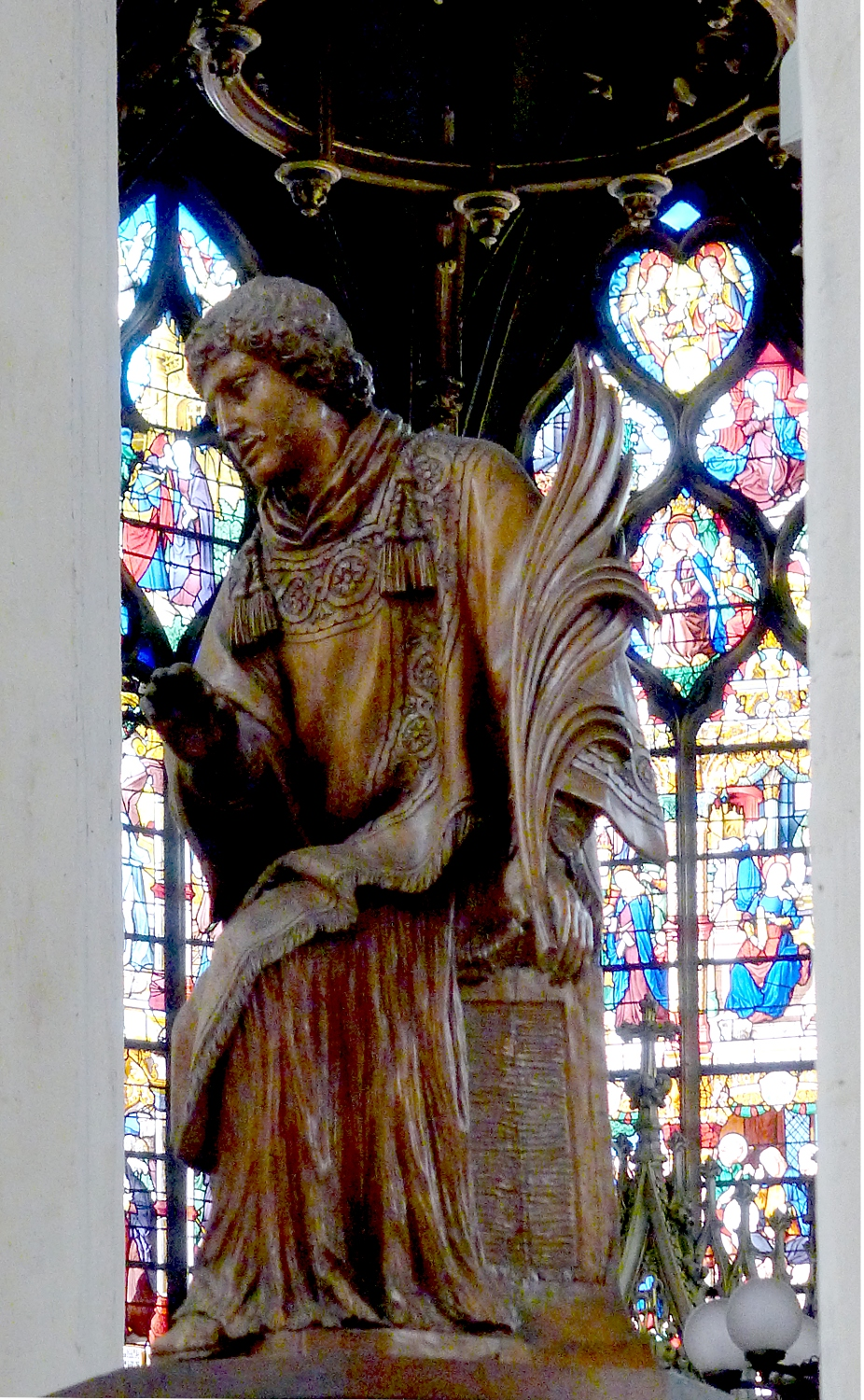
Saint Gervais, bois (1625).

En outre, la porte San Gervasio, à Lucques (Italie), est nommée d'après Saint Gervais.

## Attributs
Gervais et Protais sont représentés portant la dalmatique blanche des diacres, la palme des martyrs. En tant que saints martyrs, un arbre leur est parfois associé, l’orme, planté devant les églises qui leur sont consacrées (Paris, Gisors, etc.).

## Iconographie
- Les Saints Gervais et Protais, martyrs, tableau d'Eustache Le Sueur, interprété en gravure par Laurent Cars